# Erich-Dieter Krause
Erich-Dieter Krause (* 12. April 1935; † 18. Oktober 2023) war ein deutscher Lexikograf, Indonesist und Esperantist.

## Biografie

### Studium und  Arbeit an der Universität
Krause studierte Indonesistik und Sinologie an der Universität Leipzig. Er wurde Diplomphilologe, promovierte 1974 mit der Dissertation Fremde Einflüsse auf die Lexik der Bahasa Indonesia unter besonderer Berücksichtigung des englisch-amerikanischen Einflusses und wurde 1992 habilitiert.
Bis zu seiner Emeritierung im Jahr 2000 hatte er den Lehrstuhl für Indonesisch am Ostasieninstitut der Universität Leipzig inne. Die Professur wurde danach eingestellt.
Er verfasste ein Lehrbuch der indonesischen Sprache, nach dem an der Universität Leipzig bis heute unterrichtet wird. Krause arbeitete auch als Lexikograf und publizierte Wörterbücher für Indonesisch und für Esperanto. Er unternahm Reisen in einige ostasiatische Länder, zum Beispiel 1961 nach Birma (heute Myanmar).

### Esperanto
Krause wurde im Jahr 1947 Esperantist. Er scharte als Student einige Begeisterte um sich. Seine Arbeit an Esperanto-Wörterbüchern begann er 1961. Im selben Jahr wurde Esperanto in der DDR legalisiert. 1965 begann mit der Gründung des Zentralen Arbeitskreises Esperanto im Deutschen Kulturbund der systematische Aufbau eines DDR-Esperanto-Verbandes. Krauses Wörterbücher von 1967 (Esperanto-Deutsch) und 1971 (Deutsch-Esperanto) waren Meilensteine bei der Verbreitung der Sprache in der DDR. 1970 wurde er in den Zentralen Arbeitskreis kooptiert und 1981 in den Zentralvorstand des Esperantoverbandes der DDR (GDREA) gewählt.

1986 wurde er Mitglied der Akademio de Esperanto. Er arbeitete in der Redaktion der Fachzeitschrift Esperantologio / Esperanto Studies (EES) mit. Krause engagierte sich in der Gesellschaft für Interlinguistik mit Vorträgen und Publikationen.
Die Sprachwissenschaftlerin Sabine Fiedler beurteilte Krauses 2023 erschienenes dreibändiges Wörterbuch so: „Es kann im Ergebnis dieser Analyse festgestellt werden, dass das neue Krause-WB den an ein zweisprachiges Wörterbuch zu stellenden Anforderungen in höchstem Maße gerecht wird. Sein hoher Anteil an Fachlexik und der große Umfang an Synonymen und Übersetzungsvarianten macht es sowohl für fachsprachliche als auch literarische Übersetzungen geeignet.“

## Auszeichnungen
- Ehrennadel des Zentralen Arbeitskreises Esperanto 1979
- Johannes-R.-Becher-Medaille in Silber (Kulturbund) 1986

## Werke (Auswahl)

### Esperanto

#### Wörterbücher
- 1967 Esperanto-deutsches Taschenwörterbuch. Leipzig: Verlag Enzyklopädie, 190 S.
- 1971 Deutsch-Esperanto Taschenwörterbuch. Leipzig: Verlag Enzyklopädie, 279 S.
- 1983 Wörterbuch Deutsch-Esperanto. Leipzig: Verlag Enzyklopädie, 596 S.; 2. Auflage bei Langenscheidt, 1993.
- 1995 Kompaktwörterbuch (vereinigte die beiden Taschenwörterbücher).Langenscheidt, 279 S.
- 1999 Großes Wörterbuch Esperanto-Deutsch. Hamburg: Buske, 882 S.
- 2007 Großes Wörterbuch Deutsch-Esperanto. Hamburg: Buske, 1679 S.
- 2018 Vollständiges Wörterbuch Esperanto-Deutsch in zwei Bänden. New York: Mondial, 1512 S.
- 2023 Vollständiges Wörterbuch Deutsch-Esperanto in drei Bänden. New York: Mondial, 2511 S.

#### Schriften
- Erich-Dieter Krause: Neologismoj. Eine Erwiderung von Erich-Dieter Krause. In: der esperantist 12/1968, S. 19.
- Erich Dieter Krause: Zum Wörterbuch Deutsch Esperanto. In: der esperantist 2/1983, S. 25–27.
- Erich-Dieter Krause: Probleme der Esperanto-Lexikographie für Deutsch – unter besonderer Berücksichtigung der Großen Wörterbücher. In: Interlinguistische Informationen. Beiheft 15. Beiträge der 17. Jahrestagung der Gesellschaft für Interlinguistik e. V., 23.–25. November 2007 in Berlin. Herausgegeben von Detlev Blanke. Berlin 2008.

### Indonesisch
- 1970 Deutsch-indonesisches Gesprächsbuch. Leipzig 1970.
- 1974 Fremde Einflüsse auf die Lexik der Bahasa Indonesia unter besonderer Berücksichtigung des englisch-amerikanischen Einflusses. Jena, Diss.
- 1995 Wörterbuch Indonesisch-Deutsch. 4. Auflage. Leipzig (u. a.): Langenscheidt, Verl. Enzyklopädie, 1995 (1. Auflage Leipzig 1985).
- 2002 Großes Wörterbuch Deutsch-Indonesisch. Hamburg: Buske 2002.
- 2003 Gesprächsbuch Deutsch-Indonesisch. Hamburg: Buske 2003 (1. Auflage Leipzig 1983).
- 2004 Lehrbuch der indonesischen Sprache. 6. Auflage Hamburg: Buske 2004 (1. Auflage Leipzig 1978).